# Ayla (2009)
Ayla ist das Spielfilmdebüt von Regisseur Su Turhan aus dem Jahr 2009. Kinostart des dramatischen Liebesfilms war am 6. Mai 2010.

## Handlung
In München lebt die attraktive 25-jährige Ayla, die abseits und tief von ihrer türkischen Familie verletzt ein selbst auferlegtes Doppelleben führt. Nur zu ihrer Schwester Hülya hat Ayla noch Kontakt. Tagsüber arbeitet sie als Erzieherin in einem Kindergarten, nachts jobbt sie als aufreizende Garderobiere in einem Club. Der liebevolle, warmherzige Umgang mit den Kindern steht im krassen Gegensatz zu ihrem mutigen, selbstlosen Auftreten, wenn Ayla Ungerechtigkeit wittert. Sich selbst aufreibend zwischen Single-Dasein und der Sehnsucht nach der Geborgenheit eines Zuhauses, verliebt sich Ayla leidenschaftlich ausgerechnet in den feinsinnigen Fotografen Ayhan.
Da weiß sie aber noch nicht, dass Ayhan genau den Teil ihrer gemeinsamen Kultur verkörpert, den sie ablehnt. Zeitgleich nimmt Ayla die Mutter eines ihrer Kindergartenkinder spontan bei sich auf, als diese sie in panischer Angst um Hilfe bittet. Hatice muss mit ihrer Tochter Elif vor ihrer streng muslimischen Familie fliehen, da sie sich von ihrem Ehemann scheiden lassen möchte. Durch einen Zufall muss Ayla schmerzhaft erfahren, dass der Mann, den sie liebt, der gefürchtete Bruder von Hatice ist. Ihre Zerrissenheit zwischen zwei Welten zu stehen, sich zwischen ihrer Liebe und ihrer Überzeugung entscheiden zu müssen, stürzen Ayla in ein Dilemma.

## Preise
15th Annual Stony Brook Film Festival 2010, Best Feature Audience Choice Award

## Kritiken
„Spielfilmdebüt, das mit melodramatischer Raffinesse und zwei überzeugenden Darstellern die emotionale Zwangslage der Protagonisten zwischen Selbstbefreiung und gesellschaftlichen Konventionen thematisiert. Zwar in seiner Entwicklung schematisch, dennoch beachtlich.“

„Turhan setzt leider genau da an, wo schon andere vor ihm angefangen haben. So entwickelt sich der Film zu einer Schwarz-Weiß-Malerei in Gut und Böse, die nicht nach tieferen Beweggründen sucht. Ohne einen Blick dahinter formulieren die unmotivierten Bilder in TV-Ästhetik stark mit Klischees aufgeladene Interessenkonflikte.“

„Was nun Spannung erzeugen soll, bleibt im Stadium eines hölzernen Theaterstücks stecken. Wie auf einer Bühne treffen mal diese, mal jene Akteure des Ensembles aufeinander, sagen auf, was dem Fortgang der Handlung dient, ohne dass es zu einer glaubhaften Zuspitzung kommt. Die Liebesgeschichte ist ohne Fleisch und Blut erzählt, sie bleibt floskelhaft.“